# 120 mm armata okrętowa wz. 36 Bofors

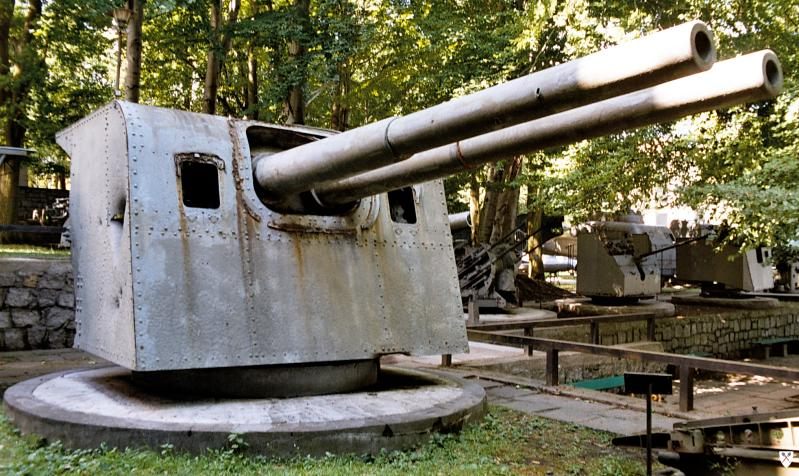
Armata morska zdwojona 120 mm wz. 36 L/50 Bofors z ORP Gryf

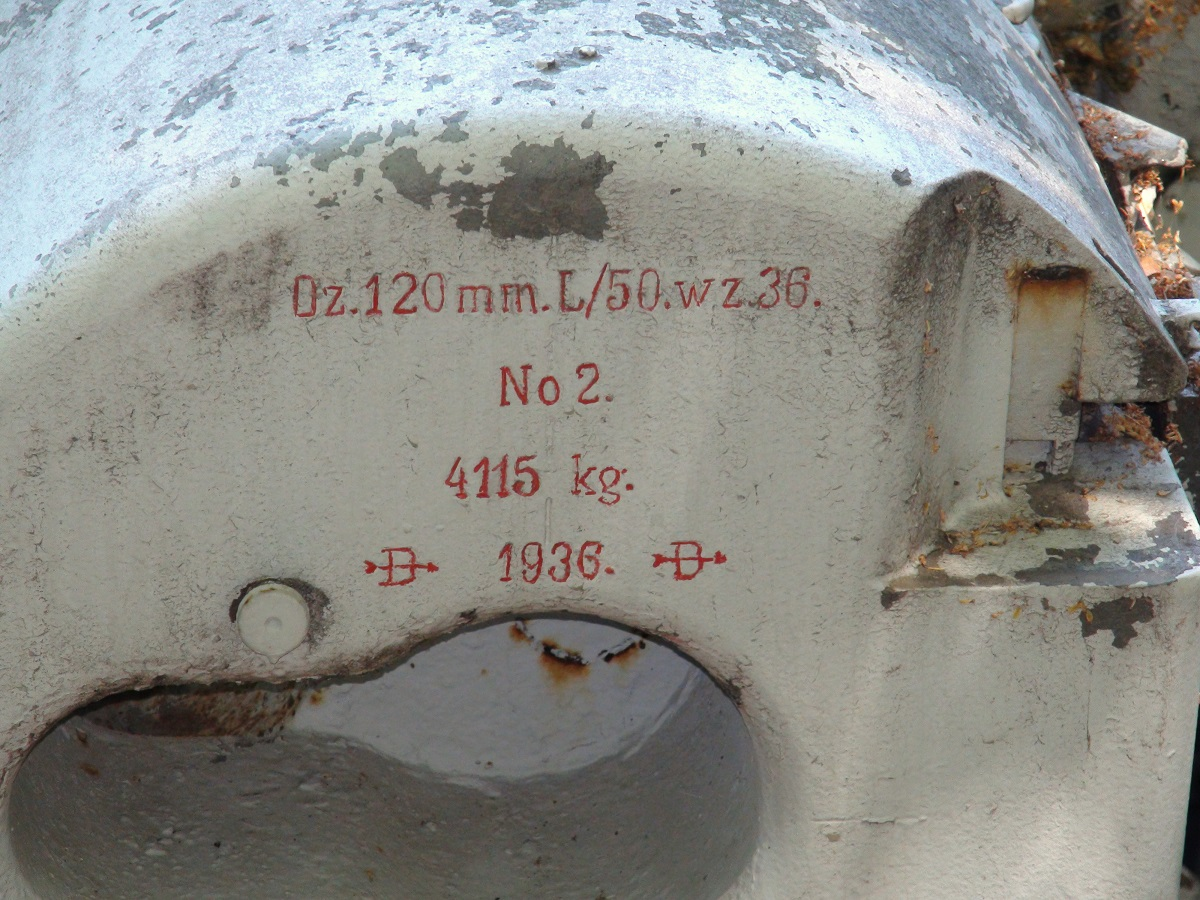
Faktyczne oznaczenie działa potwierdzone także w dokumentach archiwalnych.

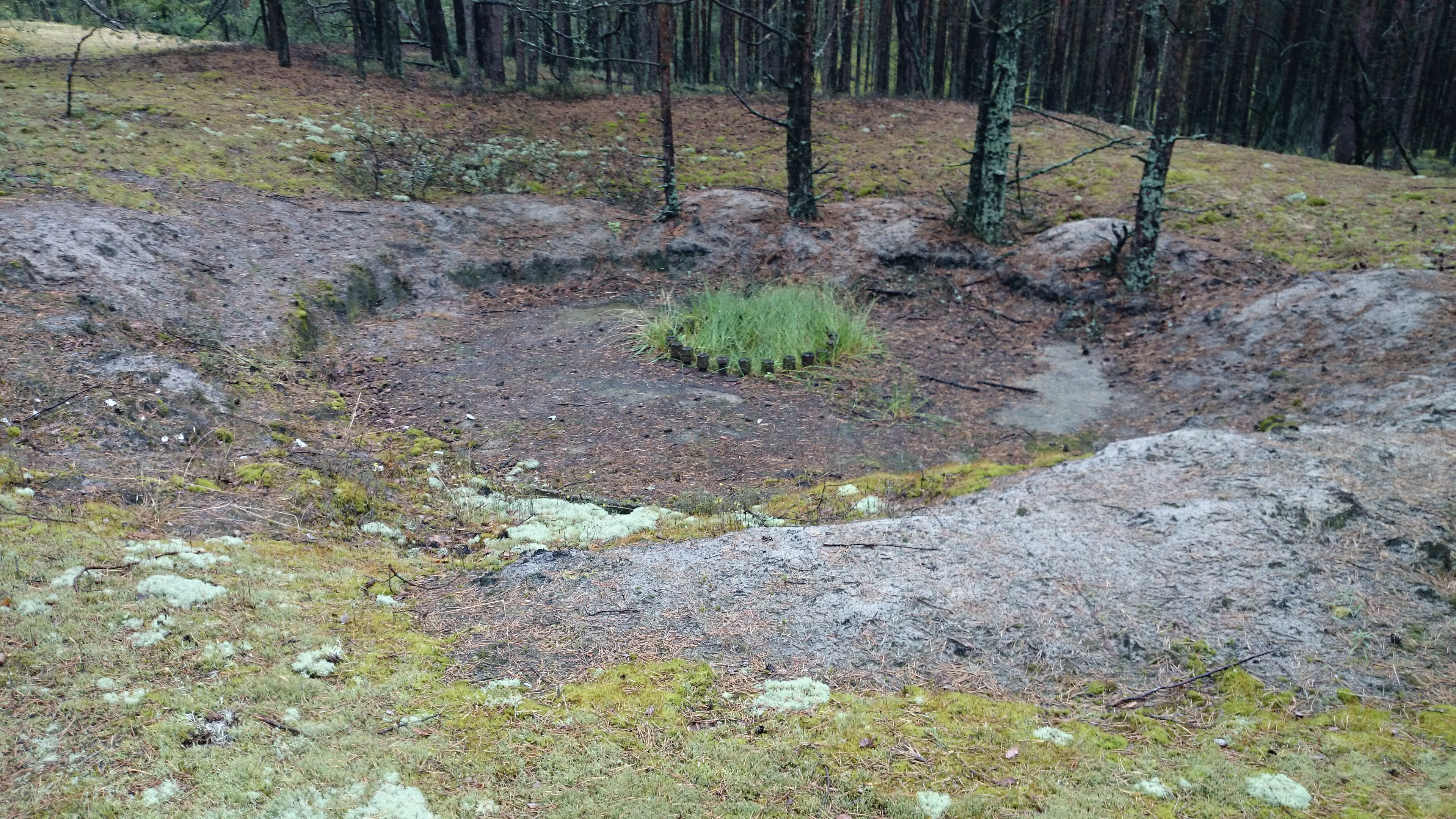
Pozostałości stanowiska pojedynczego działa 120 mm z 34. baterii na półwyspie Hel.

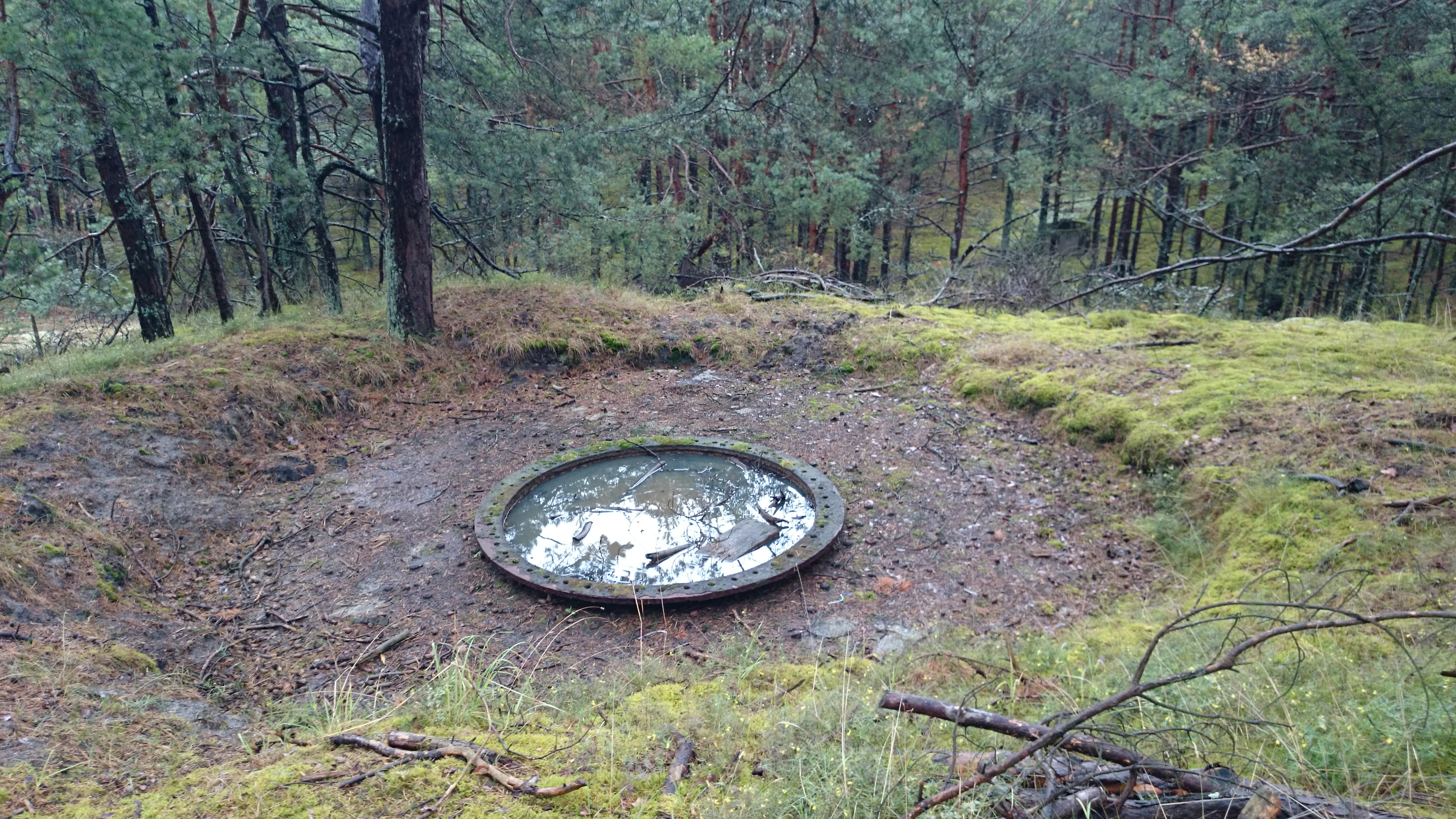
Pozostałości stanowiska zdwojonych dział 120 mm z 34. baterii na półwyspie Hel.

Armata morska 120 mm wz. 36 L/50 Bofors – działo okrętowe kal. 120 mm, będące podstawowym uzbrojeniem polskich niszczycieli ORP Grom, ORP Błyskawica oraz stawiacza min ORP Gryf.
Armata stanowiła ogniwo w łańcuchu rozwojowym dział 120 mm w firmie Bofors. Rozwijano go od lat dwudziestych. Już działa w katalogu firmy Bofors z 1932 r. miały ogólne dane techniczne identyczne z późniejszymi działami polskimi. Ostateczna wersja dział dla Polski powstała w 1934 r. w związku z zamówieniem dział dla ORP „Gryf”. W późniejszej umowie na uzbrojenie kontrtorpedowców, dla standaryzacji, strona polska podkreślała, że mają to być działa identyczne do tych dla „Gryfa”, więc takie same otrzymały kontrtorpedowce ORP „Grom” i ORP „Błyskawica”. Dopiero co do dział zamówionych dla nowych niszczycieli typu „Huragan” oczekiwano obniżenia wysokości dział na czopach o 10 cm, dla poprawienia stateczności. 
Armaty zamontowane na podstawach morskich, miały lufy monoblokowe samowzmocnione, wyposażone były w zamek klinowy horyzontalny. Amunicja zespolona miała znaczne wymiary i masę. W zestawach podwójnych były działa prawe i lewe, czyli przystosowane do obsługi z prawej lub lewej strony, zaś w zestawie pojedynczym takie jak działo prawe. W zestawie podwójnym obydwa działa osadzone były na wspólnych czopach kołyski i miały wspólny mechanizm podniesień. Było to rozwiązanie korzystne z punktu widzenia wielkości i masy stanowisk dział zdwojonych. Oprócz zalet miało jednak i wady, jak np. to że w wypadku awarii mechanizmu podniesień z akcji wyłączały się od razu dwa działa, oraz jednoczesne wystrzelenie pocisków mogło spowodować spadek celności w wyniku oddziaływania interferencyjnego. Bliskość obsad zamków dział miała też wpływ na ładowniczych podczas ładowania. Ładowanie mogło odbywać się przy każdym położeniu lufy, ale najwygodniejsze było przy +15 stopni. 
Podawany niekiedy kąt podniesienia luf od -3 do +30 stopni jest nieprawdziwy i w rzeczywistości wynosił -10 do +30 stopni. 
Po ćwiczeniach artyleryjskich przeprowadzonych na niszczycielu ORP „Grom” w styczniu 1938 r. dowódca Floty w meldunku do szefa KMW informował, że „…platformy wraz z relingami przy działach 120 mm podwójnych są złe, tak że utrudniają i opóźniają ładowanie tych dział…”. W wyniku modernizacji usunięto większość relingów od tyłu, pozostawiając niewielkie fragmenty po bokach, przy stanowiskach zamkowych. Tylna część platform i górne części masek dział zostały jednak usunięte dopiero w Anglii podczas prac nad poprawieniem stateczności okrętu, kiedy to usuwano zbędne elementy.

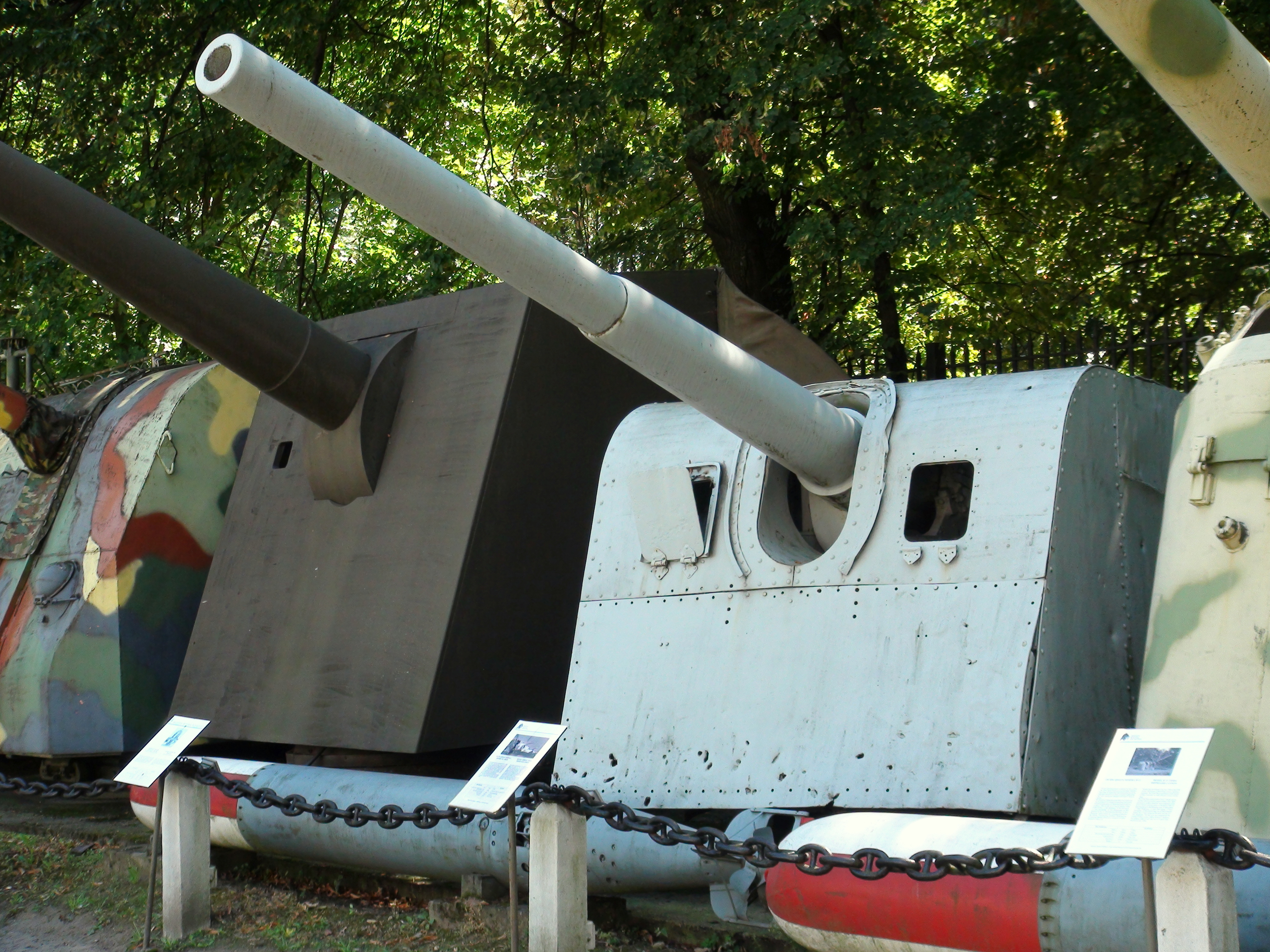
Pojedyncza armata 120 mm L/50 wz.36 Bofors eksponowana w Muzeum Wojska Polskiego w Warszawie.

Wbrew informacjom w niektórych źródłach działa nie były zainstalowane w wieżach artyleryjskich, gdyż posiadały maski przeciwodłamkowe, tylko w części przedniej a platformy do obsługi i ładowania posiadały tylko podstawy dwudziałowe. Najważniejsze jednak, że podnośniki amunicji znajdowały się za stanowiskami dział i nie były wbudowane w podstawę. W rzeczywistości na kontrtorpedowcach za stanowiskami dział znajdowały się podnośniki amunicji a przy stanowiskach dział 1, 2 i 3 po dwa parki amunicyjne po 15 naboi każdy. Przy stanowisku dział zdwojonych nr 4 były 3 parki amunicyjne po 10 naboi. Amunicję trzeba więc było donosić do stanowisk dział, co było zresztą zwykłą praktyką na ówczesnych okrętach tej wielkości.. Kontrtorpedowce miały po 4 komory amunicyjne, czyli dla każdego stanowiska dział 120 mm po jednej, i każdą obsługiwała jedna winda amunicyjna. Na szkolnym okręcie minowym ORP "Gryf" parków amunicyjnych nie było. Jednostka miała tylko dwie komory amunicyjne dla dział dziobowych i rufowych, ale w każdej po dwa podnośniki amunicji 120 mm. Na dodatek, tylko górne pojedyncze stanowiska dział 120 mm (nr 2 i 3) miały podnośniki amunicyjne w bezpośredniej bliskości za stanowiskiem działa. Zdwojone dział na stanowiskach 1 i 4 miały podnośniki amunicyjne, co prawda na tym samym poziomie, ale w nadbudówkach. Szczególnie przedni podwójny zestaw dział nr 1 miał najdłuższą drogę donoszenia amunicji. 
Nad lufą armaty znajdował się hydrauliczny opornik, zaś pod lufą po dwa sprężynowe powrotniki. Na stanowiskach dział z lewej strony zajmował miejsce celowniczy podniesienia a z prawej celowniczy kierunku. 
Dwa stanowiska dział 120 mm L/50 wz.36 (w sumie 3 lufy) zostały zdjęte z wraku ORP "Gryf", by utworzyć baterię przeciwdesantową nr 34. Udało się stworzyć jej doraźne stanowiska przed kapitulacją Helu, jednak działa nie wzięły już udziału w walce.   
Pojawiające się w literaturze i czasopismach informacje, że działa miały oznaczenie wz.34/36 nie znalazły potwierdzenia w dokumentach archiwalnych, ani w informacjach wyrytych na zachowanych egzemplarzach dział. W dokumentach broń występuje jako 12 cm SK L/50 M36/P w pisowni szwedzkiej, natomiast w polskich dokumentach, jako Działo 120 mm. L/50. wz.36. Taka sama informacja wyryta jest na płasku obsady zamka działa, czyli: Dz. 120 mm. L/50. wz.36 co jest widoczne na załączonym zdjęciu.
Tabela zamówień
Zestawienie umów zawartych z firmą Bofors na zakupy uzbrojenia w których zamawiano działa 120 mm wz.36 przedstawiało się następująco
| Przedmiot                                                                                               | Numer umowy                                                        | Kwota umowy | Czas zawarcia | Czas dostawy      | Uwagi |
| 2x120 mm; 2x2 120 mm; 2x2 40 mm; amunicja bojowa, oświetlająca, szkolna + lufy ćwiczebne + transport    | 195/34/35; dla ORP Gryf                                            | 1 405 370 koron szwedzkich | 23.V.1934     | Do 23.III.1936 r. | Dostawa do dowolnego portu we Francji _ dostarczone. |
| 6x2 120 mm; 4x2 40 mm; amunicja bojowa, ćwiczebna i oświetlająca; 24 x lufa ćwiczebna do działa 120 mm; | 635/34; dla ORP Grom i ORP Błyskawica                              | 2 717 020 koron szwedzkich | 20.XII.1934   | do 1.XII.1936 r.  | Dostawa do dowolnego portu w Anglii - dostarczone |
| 2x1 120 mm                                                                                              | aneks do poprzedniej umowy; dla ORP Grom i ORP Błyskawica          | brak | 12.II.1935 r. | do 1.XII.1936 r.  | Dostawa do dowolnego portu w Anglii – dostarczone. |
| 2x 120 mm; 6x2 120 mm; 4x2 40 mm; amunicja i sprzęt pomocniczy                                          | 420/38; dla nowych niszczycieli typu Huragan                       | 5 143 000 koron szwedzkich (w tym po 240 000 koron za działa podwójne i 150 000 za pojedyncze) | 1.IX.1938 r.  | Do 1.IX.1941 r.   | Nie dostarczone (miały być niższe na czopach o 10 cm). |
| 2x 120 mm; 4x2 120 mm; 2x2 40 mm; amunicja i sprzęt                                                     | w ramach poprzedniej umowy; na modernizację ORP Wicher i ORP Burza | 3 500 000 złotych razem z kosztami ustawienia dział 130 mm w bateriach na Helu, prawdopodobnie koszty zakupu dział są w kwocie podanej w powyższej tabelce (po 240 000 koron za działa podwójne i 150 000 za pojedyncze) i o nie trzeba pomniejszyć tę kwotę. | 1.IX.1938 r.  | Do 1.I.1941 r.    | Nie dostarczone - Zdjęte działa 130 mm miały być ustawione w fortyfikacjach jako artyleria nadbrzeżna. Jest też wersja, że niszczyciele miały otrzymać nie po 5 a po 6 dział 120 mm i wersja że dział 40 mm miało być 4x2 dla obu, co jest mało prawdopodobne. |

## Dane taktyczno-techniczne armaty[1][2]
| Państwo:                                         | Szwecja/Polska                                           |                                                          |
| Typ podstawy                                     | 2-lufowa                                                 | 1 lufowa                                                 |
| Długość całkowita lufy z obsadą zamka:           | 6390 mm                                                  | 6390 mm                                                  |
| Długość lufy:                                    | 5940 mm (z katalogu)                                     | 5940 mm (z katalogu)                                     |
| Długość gwintowanej części lufy:                 | 4940 mm                                                  | 4940 mm                                                  |
| Długość komory ładunkowej:                       | 1071 mm                                                  | 1071 mm                                                  |
| Liczba gwintów:                                  | 36 (prawostronny rosnący)                                | 36 (prawostronny rosnący)                                |
| Głębokość bruzdy gwintu:                         | 1,5 mm                                                   | 1,5 mm                                                   |
| Szerokość pola gwintu:                           | 3,5 mm                                                   | 3,5 mm                                                   |
| Długość odrzutu:                                 | 550-600 mm                                               | 550-600 mm                                               |
| Długość lufy w kalibrach:                        | L/50                                                     | L/50                                                     |
| Kąty ostrzału pionowego                          | od -10° do +30°                                          | od -10° do +30°                                          |
| Ostrzał poziomy:                                 | po 150° w prawo i w lewo                                 | po 150° w prawo i w lewo                                 |
| Ciężar lufy z zamkiem:                           | 4115 kg (3960 kg z katalogu)                             | 4115 kg (3960 kg z katalogu)                             |
| Ciężar podstawy działa:                          | 9420 kg                                                  | 4635 kg                                                  |
| Ciężar całkowity działa bez osłon:               | 17650 kg                                                 | 8850 kg                                                  |
| Ciężar 7 mm osłon przeciwodłamkowych:            | 2850 kg                                                  | 1550 kg                                                  |
| Ciężar całkowity dział z osłonami:               | 25 000 kg                                                | 10 400 kg                                                |
| Donośność pozioma przy kącie podniesienia 30° :  | 19 500 m                                                 | 19 500 m                                                 |
| Prędkość początkowa pocisków:                    | 900 m/s                                                  | 900 m/s                                                  |
| Ciężar naboju:                                   | 42,3 kg                                                  | 42,3 kg                                                  |
| Ciężar pocisku: zapalającego, burzącego i ppanc. | 17,2 ; 22,7 ; 24 kg (stosowano też pociski oświetlające) | 17,2 ; 22,7 ; 24 kg (stosowano też pociski oświetlające) |
| Ciężar ładunku miotającego:                      | 8,8 kg                                                   | 8,8 kg                                                   |
| Ciężar pustej łuski:                             | 8,3 kg                                                   | 8,3 kg                                                   |
| Długość naboju:                                  | 1473 mm                                                  | 1473 mm                                                  |
| Szybkostrzelność stanowiska:                     | 14-18 strz/min z obu luf                                 | 9 strz/min                                               |